# Paravima
Genre
Paravima est un genre d'opilions laniatores de la famille des Agoristenidae.

## Distribution
Les espèces de ce genre sont endémiques du Venezuela.

## Liste des espèces
Selon World Catalogue of Opiliones (13/03/2024):
- Paravima goodnightorum Caporiacco, 1951  (= syn. Paravima flumencaurimarensis González-Sponga, 1987)
- Paravima locumida González-Sponga, 1987
- Paravima lokura García & Villarreal, 2023
- Paravima magistri García & Villarreal, 2023
- Paravima morritomacairensis González-Sponga, 1987
- Paravima plana (Goodnight & Goodnight, 1949)
- Paravima propespelunca González-Sponga, 1987 (= syn. Paravima acanthoconus Villarreal & DoNascimiento, 2005)
- Paravima quirozi (González-Sponga, 1981)
- Paravima totoro García & Villarreal, 2023

## Publication originale
- Caporiacco, 1951 : « Studi sugli Aracnidi del Venezuela raccolti dalla Sezione di Biologia (Universitá Centrale del Venezuela). I Parte: Scorpiones, Opiliones, Solifuga y Chernetes. » Acta Biologica Venezuelica, vol. 1, p. 1–46.